# Reflektorische Farbenlichtspiele
Bei den Reflektorischen Farbenlichtspielen handelte es sich um von Ludwig Hirschfeld-Mack und Kurt Schwerdtfeger 1922 am Bauhaus entwickelte Lichtprojektionen. Dabei wurden aus einem sogenannten Lichtspielkasten sich bewegende, geometrische Formen in farbigem Licht auf eine transparente Leinwand projiziert. Die Vorführungen wurden auf dem Klavier musikalisch begleitet. Ein aufgeführtes Stück war die Dreiteilige Farbensonatine von Ludwig Hirschfeld-Mack.

## Beschreibung
Aufführungen der Reflektorischen Farbenlichtspiele erfolgten mittels eines mechanisch bedienbaren Lichtspielkastens. Darin befanden sich sechs Scheinwerfer mit auswechselbaren Farbfiltern. Die Lichtintensität konnte mit Schaltern und Widerständen geregelt werden. Vor dem Lichtspielkasten wurden Schablonen in geometrischen Mustern in Bewegung gebracht, so dass sich auf der Projektionsfläche abstrakte Formen in leuchtenden Farben darstellten. Zur Bedienung waren drei Helfer notwendig, von denen einer die Musik koordinierte, ein weiterer für die Lichtprojektion zuständig war und der dritte die Schablonen bewegte.

## Entstehung
Die Entstehungsgeschichte der Reflektorischen Farbenlichtspiele ist bis heute nicht eindeutig geklärt. Durch die an der Entwicklung Beteiligten Kurt Schwerdtfeger und Ludwig Hirschfeld-Mack gibt es dazu widersprüchliche Angaben.
Laut Kurt Schwerdtfeger, der in der Bildhauerwerkstatt des Bauhauses tätig war, habe er für das Laternenfest des Bauhauses im Jahr 1922 ein Schattenspiel entworfen, dass neben Schatten auch Licht zeigte. Einigen Quellen zufolge habe er das Schattenspiel mit seinem Meister Josef Hartwig entworfen. Anderen Quellen zufolge habe Schwerdtfeger bei den Proben des Schattenspiels Hilfe von Ludwig Hirschfeld-Mack erhalten und man sei auf die Idee gekommen, mehrere Lampen und farbige Glasscheiben einzusetzen, so dass Farbenlichtspiele entstanden seien.
Laut Ludwig Hirschfeld-Mack, der der Bauhausdruckerei angehörte, habe er für einen Beitrag zum Laternenfest 1922 mit Kurt Schwerdtfeger mit farbigem Licht auf einer transparenten Leinwand experimentiert. Hirschfeld-Mack sei auf die Idee von bewegten Schablonen gekommen, durch die mit rotem, blauem und grünem Licht ein bewegtes Spiel von geometrischen Mustern entstand.

## Praxis
Die zunächst entstandenen Farbenlichtspiele wurden 1922 in der Wohnung von Wassily Kandinsky uraufgeführt und auch beim Laternenfest des Bauhauses 1922 gezeigt. Außerdem  wurden sie 1923 am Bauhaus und während der Bauhauswoche zu Beginn der Bauhausausstellung von 1923 vorgeführt.
Ludwig Hirschfeld-Mack entwickelte die Farbenlichtspiele auf Grundlage des optischen Phänomens der warmen und kalten Schatten zu den Reflektorischen Farbenlichtspielen weiter. Sie wurden 1925 an der Berliner Volksbühne gezeigt; weitere Aufführungen folgten in Celle,  Greiz, Hamburg, Leipzig und Wien. 1925 wurde die Dreiteilige Farbensonatine von Ludwig Hirschfeld-Mack bei der Filmmatinee Der absolute Film vorgeführt. Er versuchte vergeblich, die Reflektorischen Farbenlichtspiele kommerziell zu nutzen.
Kurt Schwerdtfeger war ab 1946 bei der Pädagogischen Hochschule Alfeld der Universität Hildesheim tätig. Dort rekonstruierte er mit seinen Studenten von 1964 bis 1966 die Reflektorischen Farbenlichtspiele.